# Kohäsion (Verhalten)
Kohäsion (aus dem engl. cohesion: „Zusammenhalt“) ist ein Verhalten, das in natürlichen Schwärmen, z. B. bei Fischen und Vögeln, auftritt und bewirkt, dass sich der Schwarm als Einheit bewegt.
Wissenschaftler wie Craig Reynolds, die natürliches Schwarmverhalten analysierten, um es am Computer zu modellieren, kamen dabei zu dem Schluss, dass das Phänomen durch drei grundlegende Regeln beschrieben werden kann, die von jedem Individuum beachtet werden und auf Schwarmebene ein emergentes Verhalten erzeugen:
1. Bewege dich in Richtung des Mittelpunkts derer, die du in deinem Umfeld siehst (Kohäsion).
2. Bewege dich weg, sobald dir jemand zu nahe kommt (Separation).
3. Bewege dich in etwa in dieselbe Richtung wie deine Nachbarn (Alignment).

Als kohäsives Verhalten wird dabei das Bestreben jedes einzelnen Individuums bezeichnet, sich in der Mitte seiner Nachbarn zu bewegen. Dabei versuchen die Individuen nicht, wie oft angenommen, einen bestimmten Abstand zueinander einzuhalten, sondern konzentrieren sich auf eine begrenzte Anzahl Nachbarn und bewegen sich in deren Mitte.

## Einflüsse

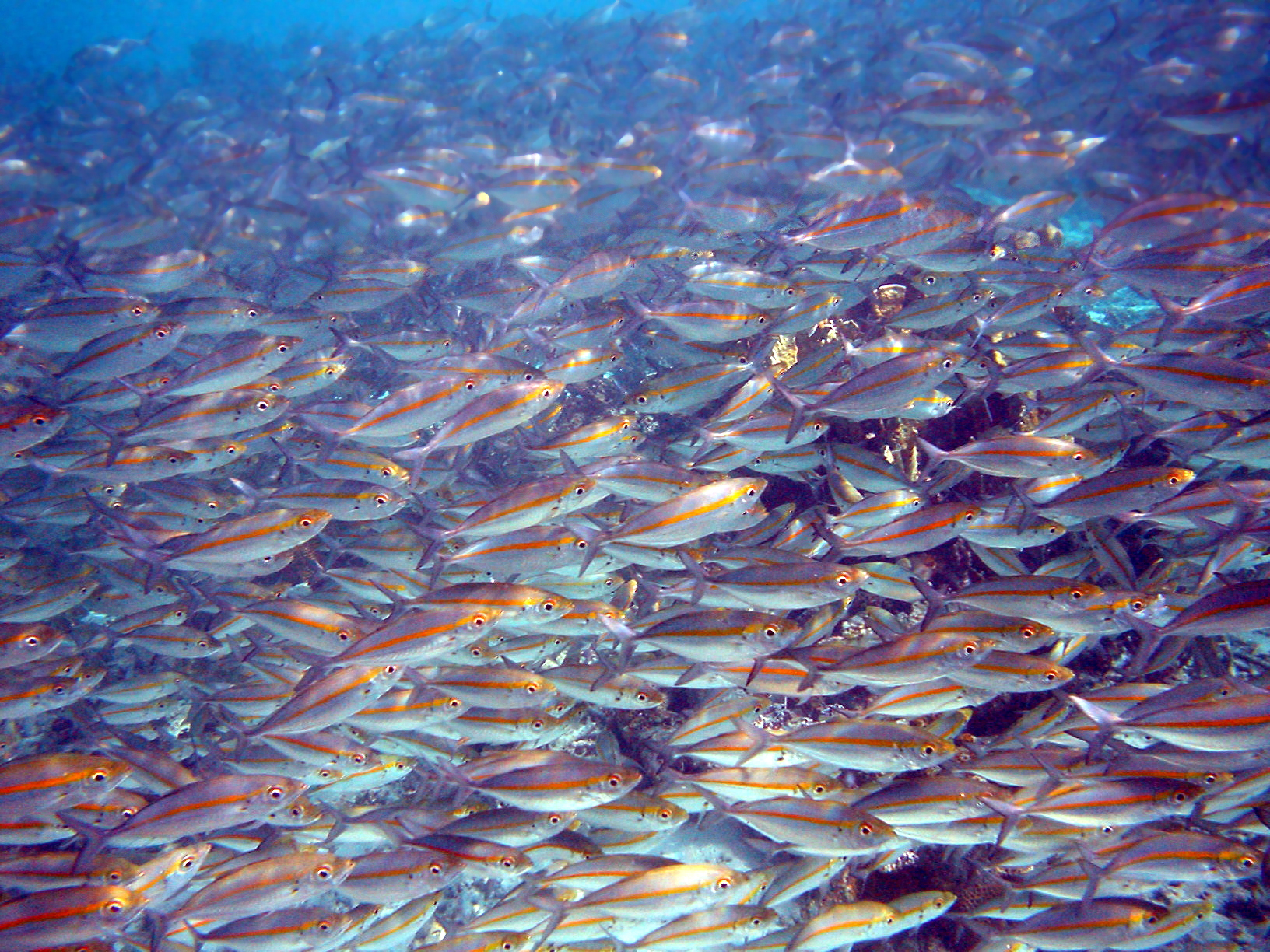
Fischschwarm

Die Anzahl der berücksichtigten Nachbarn wird durch die Sicht und die Gehirnkapazitäten des Individuums beschränkt.
So achten z. B. Menschen, die sich durch Fußgängerzonen bewegen, auf mehr Menschen gleichzeitig als die meisten Schwarmtiere.
Wie Ökologen um Ashley Ward von der University of Sydney herausfanden, beeinflusst das Umweltgift Nonylphenol das kohäsive Verhalten von Fischen. Schon in geringen Mengen von nur 0,5 µg / L überdeckt die Substanz den Eigengeruch der Fische, was dazu führt, dass sie größeren Abstand zueinander einhalten.

## Verschiedene Kohäsionsverhalten
In natürlichen Schwärmen tritt das Kohäsionsverhalten in verschiedenen Formen auf. Es ist dabei flexibel an Verteidigungs- oder Bewegungsstrategien der Schwärme angepasst und wird vor allem durch die Fressfeinde beeinflusst, vor denen sich der Schwarm schützen muss.
- Stare versuchen, zu jedem Nachbarn in etwa denselben Abstand einzuhalten. Dabei entsteht die bekannte Kugelform, die man an wandernden Starschwärmen beobachten kann. Indem die Stare den Abstand untereinander gering halten, ist es für Angreifer schwer, ein festes Ziel im Schwarm auszumachen.

- Anders als Stare konzentrieren sich die meisten Zugvögel nur auf den vor ihnen fliegenden Nachbarn, da so eine V-Formation entsteht, die aerodynamische Vorteile mit sich bringt.[5] Zugvögel müssen nicht wie Stare auf ihre Verteidigung gegen Greifvögel achten.